# Взрыв на химическом заводе в Телангане
Взрыв на химическом заводе в Телангане произошел на предприятии компании Sigachi Industries Limited в городе Сангаредди в индийском штате Телангана, 30 июня 2025 года. Завод производил микрокристаллическую целлюлозу, соединение, используемое при производстве фармацевтических препаратов, и представлял четверть всех производственных мощностей компании.

## Взрыв и пожар
Заводская распылительная сушилка, которая использовалась для переработки сырья в мелкий порошок для производства лекарств, взорвалась 30 июня 2025 года около 9:00 утра по восточному поясному времени, что привело к полному обрушению здания и серьёзному повреждению близлежащих сооружений. Взрыв произошёл в рабочее время, в здании находилось более 140 человек, в результате чего погибли 36 человек и 34 были ранены. На месте взрыва было найдено тридцать четыре тела, ещё два человека умерли в больнице. Из-за тяжести ожогов умерших идентифицировали с помощью тестирования ДНК. Взрыв считается худшей техногенной катастрофой в Телангане.

## Реакции
Премьер-министр Индии Нарендра Моди и главный министр Теланганы Ревант Редди объявили о компенсации в размере 200 000 рупий (2 400 долларов США) каждой из семей умерших жертв и 50 000 рупий (590 долларов США) каждому из раненых. Для расследования инцидента была сформирована правительственная комиссия.

## Расследование
Против руководства Sigachi Industries был подан иск, и компания объявила, что проведет тщательную оценку участка. Операции на заводе были приостановлены на 90 дней из-за значительного повреждения оборудования и конструкций. На следующий день после взрыва акции Sigachi Industries упали на 8 %, добавившись к 10 % потерям накануне.